# 화학 결합

화학 결합(化學結合)은 원자 또는 원자단의 집합체에서 그 구성 원자들 간에 작용하여, 이를 하나의 단위체로 간주할 수 있게 하는 힘 혹은 결합을 말한다. 화학 결합은 크게 이온 결합, 공유 결합, 금속 결합, 배위 결합 등으로 구분된다.
화학 결합은 원자나 이온이 결합하여 분자, 결정 및 기타 구조를 형성하는 것이다. 결합은 이온 결합에서처럼 반대로 하전된 이온 사이의 정전기력으로 인해 발생하거나 공유 결합에서처럼 전자 공유를 통해 발생하거나 이러한 효과의 일부 조합으로 인해 발생할 수 있다. 화학 결합은 서로 다른 강도를 갖는 것으로 설명된다. 공유, 이온 및 금속 결합과 같은 "강한 결합" 또는 "1차 결합"이 있고 쌍극자-쌍극자 상호 작용, 런던 분산력과 같은 "약한 결합" 또는 "2차 결합", 그리고 수소 결합이 있다.
반대 전하가 끌어당기기 때문에 핵을 둘러싸고 있는 음전하를 띤 전자와 핵 내에 양전하를 띤 양성자가 서로 끌어당긴다. 두 핵 사이에 공유된 전자는 두 핵 모두에 끌린다. "구조적 양자 역학적 파동함수 간섭"은 쌍을 이루는 핵을 안정화한다(화학 결합 이론 참조). 결합된 핵은 양자 이론에 의해 정량적으로 설명되는 인력 효과와 반발 효과의 균형을 유지하면서 최적의 거리(결합 거리)를 유지한다.
분자, 결정, 금속 및 기타 물질 형태의 원자는 물질의 구조와 특성을 결정하는 화학 결합으로 서로 결합된다.
모든 결합은 양자 이론으로 설명할 수 있지만 실제로는 단순화된 규칙과 기타 이론을 통해 화학자들은 결합의 강도, 방향성 및 극성을 예측할 수 있다. 옥텟 규칙과 VSEPR 이론이 그 예이다. 보다 정교한 이론으로는 궤도 혼성화와 공명을 포함하는 원자가 결합 이론과 원자 궤도와 리간드 장 이론의 선형 결합을 포함하는 분자 궤도 이론이 있다. 정전기는 결합 극성과 화학 물질에 미치는 영향을 설명하는 데 사용된다.

## 분자 간의 힘
두 개 이상의 분자, 이온, 또는 원자 사이에 형성할 수 있는 4가지 형태의 결합이 있다. 분자 간의 힘은 분자들이 서로 더 끌어당기게 하거나 멀어지게 하는 힘을 말한다. 가끔 이러한 힘은 어느 물질이 지닌 물리적인 특성의 일부(이를테면 녹는점)를 정의하여 놓고 있다.
- 쌍극자 쌍극자 상호작용
- 수소 결합
- 런던 분산력
- 양이온-파이 상호작용